# Чабуа
Чабуа е град в Североизточна Индия, щат Асам. Намира се на 25 km източно от Дибругар, на 106 m надморска височина. Населението му е 8966 души (2011 г.).
В Чабуа е родена британската актриса Джули Кристи (р. 1941).